# Търновски надпис на кан Омуртаг
Търновският надпис на кан Омуртаг е строителен надпис на гръцки език, издълбан върху колона от тъмен сиенит, намерена в църквата „Св. Четиридесет мъченици“ в Търново.

## История
Надписът е известен от 1858 година, когато възрожденецът Христо Даскалов от Трявна успява да посети църквата (по това време джамия) и да снеме копие от надписа.
Търновският надпис на Омуртаг, заедно с Чаталарския надпис, отразява активната строителна дейност на този владетел. Приема се, че надписът е изсечен преди 822 г. Сред историците съществуват различни мнения за първоначалното местонахождение на надписа (вероятно Плиска) и за местоположението на „новия дом на Дунав“, за който се съобщава в надписа – Дръстър, с. Малък Преславец или на остров Пъкуюл луй Соаре.